# August Paul von Kahlden

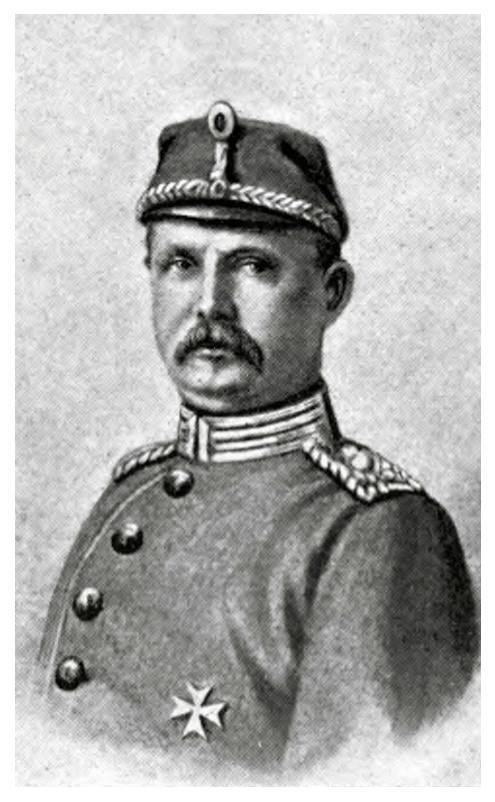
Oberstleutnant von Kahlden

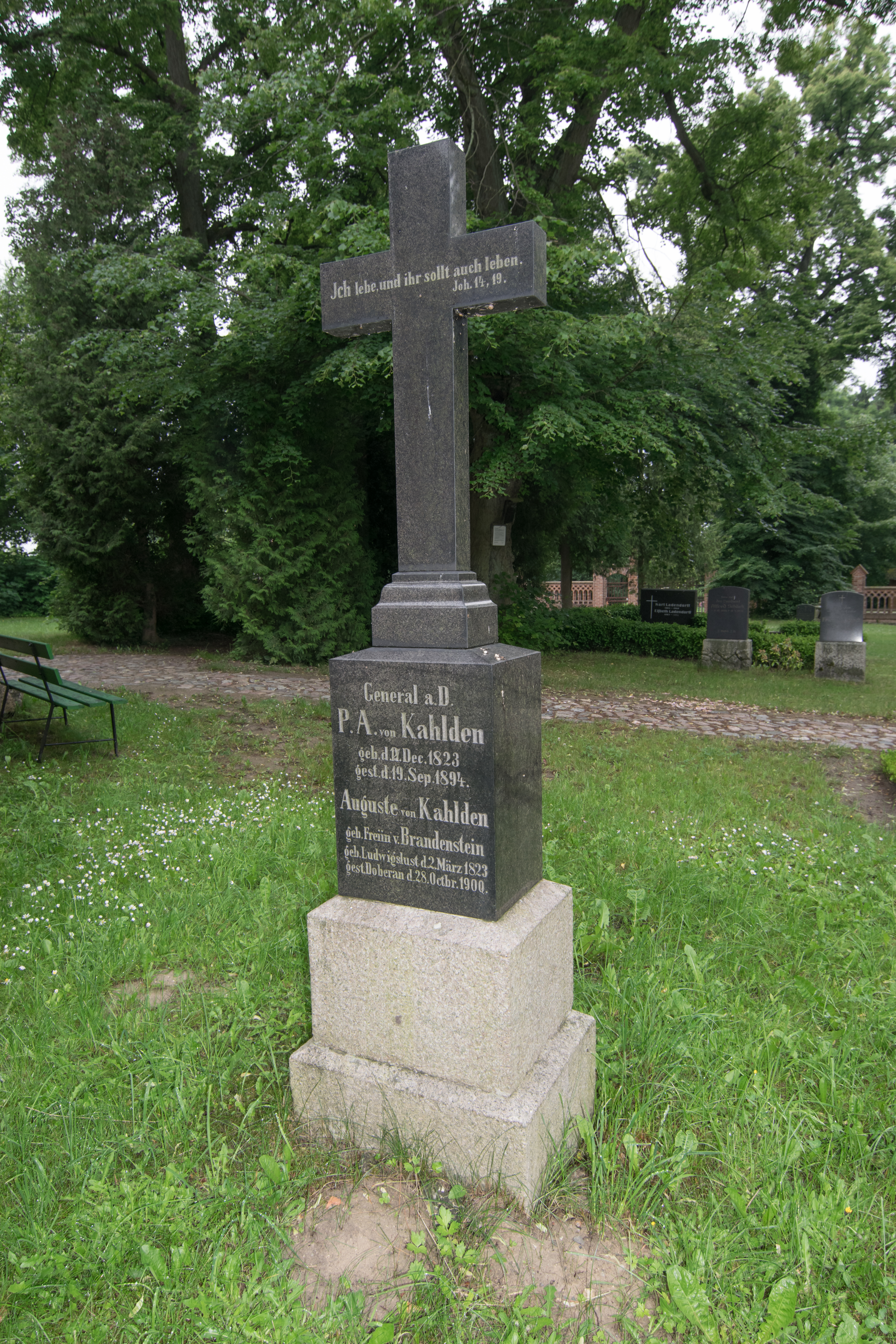
Grab des Paul August von Kahlden in Bredenfelde

August Paul von Kahlden (* 17. Dezember 1823 in Ludwigslust; † 19. September 1894 in Bredenfelde) war ein preußischer Generalmajor.

## Leben

### Herkunft
Er war Angehöriger der pommerschen Adelsfamilie von Kahlden und Sohn eines in mecklenburgisch-schwerinschen Diensten stehenden Majors und Flügeladjutanten und dessen Ehefrau Wilhelmine, geborene von Massenbach.

### Militärkarriere
Kahlden besuchte zunächst das Kadettenhaus in Berlin und trat am 30. August 1841 als Unteroffizier in das mecklenburgische Dragonerregiment ein. Dort avancierte er im Juli 1842 zum Sekondeleutnant und nahm 1848 während des Feldzuges gegen Dänemark an den Kämpfen bei Bilschau, Oeversee, Nübel und Düppel teil. Im Jahr darauf kam Kahlden anlässlich der Niederschlagung der Badischen Revolution mit seinem Regiment in den Gefechten bei Wald-Michelbach, Ladenburg, Großsachsen und an der Oos zum Einsatz.
Vom 10. November 1849 bis zum 11. Februar 1850 war er zur Begleitung des Herzogs Wilhelm zu Mecklenburg an den kaiserlichen Hof nach Sankt Petersburg kommandiert. Nach seiner Rückkehr stieg Kahlden in seinem Regiment weiter auf. Er wurde im April 1856 Rittmeister und Eskadronchef, im November 1862 Major und etatsmäßiger Stabsoffizier sowie am 31. Dezember 1863 schließlich Regimentskommandeur. In dieser Eigenschaft führte er seinen Verband an der Seite Preußens während des Deutschen Krieges im Feldzug bei der Mainarmee.
Nach Beendigung des Krieges wurde Kahlden am 29. Oktober 1866 Oberstleutnant sowie am 10. Oktober 1868 als Oberst und Kommandeur des Dragoner-Regiments Nr. 17 in den Verband der Preußischen Armee übernommen. Zu Beginn des Krieges gegen Frankreich kam sein Regiment 1870 zunächst bei der Einschließung von Metz und der Belagerung von Toul zum Einsatz. Daran schlossen sich im Oktober Kämpfe bei und um Saint-Quentin sowie im Dezember die Schlachten bei Loigny und Poupry sowie bei Orléans und Beaugency an. Für das Gefecht bei Connerré wurde Kahlden mit dem Eisernen Kreuz II. Klasse ausgezeichnet. Außerdem erhielt er beide Klassen des Mecklenburgischen Militärverdienstkreuzes.
Unter Stellung à la suite seines Regiments wurde Kahlden am 2. November 1872 zum Kommandeur der 31. Kavallerie-Brigade in Straßburg ernannt und in dieser Stellung am 22. März 1873 zum Generalmajor befördert. Als solcher erhielt er am 18. Januar 1874 den Roten Adlerorden III. Klasse mit Schleife. In Genehmigung seines Abschiedsgesuches wurde Kahlden schließlich am 16. April 1874 mit der gesetzlichen Pension aus dem Militärdienst verabschiedet.
Er war Ehrenritter des Johanniterordens.

### Familie
Kahlden hatte sich am 30. Januar 1857 mit Auguste Christiane Karoline Freiin von Brandenstein (1823–1900) verheiratet.